# Liste der Naturdenkmale in Bad Hönningen
Die Liste der Naturdenkmale in Bad Hönningen nennt die im Stadtgebiet von Bad Hönningen ausgewiesenen Naturdenkmale (Stand 9. Oktober 2013).

## Ehemalige Naturdenkmale
| Nr.         | Bezeichnung     | Lage                                                         | Beschreibung                         | Bild                                    |
| ----------- | --------------- | ------------------------------------------------------------ | ------------------------------------ | --------------------------------------- |
| ND-7138-381 | Schöner Maibaum | Reidenbruch, westlich des Ortes; Abteilung Am neuen Weg Lage | Rechtsverordnung vor 2013 aufgehoben | Direkt Bild zu diesem Denkmal hochladen |